# Mystacides sibiricus
Mystacides sibiricus är en nattsländeart som beskrevs av Martynov 1935. Mystacides sibiricus ingår i släktet Mystacides och familjen långhornssländor. Inga underarter finns listade i Catalogue of Life.